# Michaël Llodra
Michaël Llodra (Párizs; 1980. május 18. –) olimpiai ezüstérmes francia hivatásos teniszező.
Eddigi karrierje során 4 egyéni és 17 páros ATP-tornát nyert meg. Párosban háromszoros Grand Slam-győztes, 2005-ben megnyerte Tennis Masters Cupot. Játékát klasszikus szerva-röptézés jellemzi.

## Grand Slam-döntői

### Páros

#### Győzelmei (3)
| Év   | Helyszín        | Partner         | Ellenfelei a döntőben        | Eredmény a döntőben   |
| 2003 | Australian Open | Fabrice Santoro | Mark Knowles / Daniel Nestor | 6–4, 3–6, 6–3         |
| 2004 | Australian Open | Fabrice Santoro | Bob Bryan / Mike Bryan       | 7–6, 6–3              |
| 2007 | Wimbledon       | Arnaud Clément  | Bob Bryan / Mike Bryan       | 6-7(5), 6–3, 6–4, 6–4 |

#### Elvesztett döntői (3)
| Év   | Helyszín        | Partner         | Ellenfelei a döntőben           | Eredmény a döntőben |
| 2002 | Australian Open | Fabrice Santoro | Mark Knowles / Daniel Nestor    | 6–7, 3–6            |
| 2004 | Roland Garros   | Fabrice Santoro | Xavier Malisse / Olivier Rochus | 5–7, 5–7            |
| 2008 | Australian Open | Arnaud Clément  | Jonathan Erlich / Andy Ram      | 5–7, 6–7(4)         |

## ATP-döntői

### Egyéni

#### Győzelmei (4)
| Összesítés                                            | Összesítés |
| ----------------------------------------------------- | ---------- |
| Grand Slam-torna                                      | (0)        |
| ATP World Tour Masters 1000 / ATP Masters Series      | (0)        |
| ATP World Tour 500 Series / International Series Gold | (1)        |
| ATP World Tour 250 Series / International Series      | (3)        |
| ATP World Tour Finals / Tennis Masters Cup            | (0)        |

| No. | Dátum             | Helyszín                    | Borítás    | Ellenfél a döntőben | Eredmény a döntőben |
| 1.  | 2004. június 14.  | 's-Hertogenbosch, Hollandia | Fű         | Guillermo Coria     | 6–3, 6–4            |
| 2.  | 2008. január 6.   | Adelaide, Ausztrália        | Kemény     | Jarkko Nieminen     | 6–3, 6–4            |
| 3.  | 2008. február 24. | Rotterdam, Hollandia        | Kemény (f) | Robin Söderling     | 6–7(3), 6–3, 7–6(4) |
| 4.  | 2010. február 21. | Marseille, Franciaország    | Kemény (f) | Julien Benneteau    | 6–3, 6-4            |

#### Elvesztett döntői (4)
| No. | Dátum             | Helyszín                    | Borítás    | Ellenfél a döntőben | Eredmény a döntőben |
| 1.  | 2004. január 12.  | Adelaide, Ausztrália        | Kemény     | Dominik Hrbatý      | 4–6, 0–6            |
| 2.  | 2005. június 20.  | 's-Hertogenbosch, Hollandia | Fű         | Mario Ančić         | 5–7, 4–6            |
| 3.  | 2009. február 16. | Marseille, Franciaország    | Kemény (f) | Jo-Wilfried Tsonga  | 5–7, 6–7(3)         |
| 4.  | 2009. november 1. | Lyon, Franciaország         | Kemény (f) | Ivan Ljubičić       | 5–7, 3–6            |

### Páros

#### Győzelmei (17)
| Összesítés                                            | Összesítés |
| ----------------------------------------------------- | ---------- |
| Grand Slam-torna                                      | (3)        |
| ATP World Tour Masters 1000 / ATP Masters Series      | (2)        |
| ATP World Tour 500 Series / International Series Gold | (0)        |
| ATP World Tour 250 Series / International Series      | (12)       |
| ATP World Tour Finals / Tennis Masters Cup            | (1)        |

| No. | Dátum                | Helyszín                               | Borítás     | Partner          | Ellenfelei a döntőben                  | Eredmény a döntőben |
| 1.  | 2000. május 1.       | Mallorca, Spanyolország                | Salak       | Diego Nargiso    | Alberto Martín / Fernando Vicente      | 7–6, 7–6            |
| 2.  | 2003. január 13.     | Australian Open, Melbourne, Ausztrália | Kemény      | Fabrice Santoro  | Mark Knowles / Daniel Nestor           | 6–4, 3–6, 6–3       |
| 3.  | 2004. január 19.     | Australian Open, Melbourne, Ausztrália | Kemény      | Fabrice Santoro  | Bob Bryan / Mike Bryan                 | 7–6, 6–3            |
| 4.  | 2004., augusztus 23. | Long Island, Amerikai Egyesült Államok | Kemény      | Antony Dupuis    | Yves Allegro / Michael Kohlmann        | 6–2, 6–4            |
| 5.  | 2004. október 25.    | Szentpétervár, Oroszország             | Szőnyeg (f) | Arnaud Clément   | Dominik Hrbatý / Jaroslav Levinský     | 6–3, 6–2            |
| 6.  | 2005. április 11.    | Róma, Olaszország                      | Salak       | Fabrice Santoro  | Bob Bryan / Mike Bryan                 | 6–4, 6–2            |
| 7.  | 2005. október 3.     | Metz, Franciaország                    | Kemény (f)  | Fabrice Santoro  | José Acasuso / Sebastián Prieto        | 5–2, 3–5, 5–4       |
| 8.  | 2005. október 24.    | Lyon, Franciaország                    | Szőnyeg (f) | Fabrice Santoro  | Jeff Coetzee / Rogier Wassen           | 6–3, 6–1            |
| 9.  | 2005. november 7.    | Sanghaj, Kína                          | Szőnyeg (f) | Fabrice Santoro  | Lijendar Pedzs / Nenad Zimonjić        | 6–7, 6–3, 7–6       |
| 10. | 2006. október 30.    | Párizs, Franciaország                  | Szőnyeg (f) | Arnaud Clément   | Fabrice Santoro / Nenad Zimonjić       | 6–4, 6–2            |
| 11. | 2007. február 12.    | Lyon, Franciaország                    | Szőnyeg (f) | Arnaud Clément   | Mark Knowles / Daniel Nestor           | 7–6, 4–6, 10–8      |
| 12. | 2007. július 8.      | Wimbledon, London, Egyesült Királyság  | Fű          | Arnaud Clément   | Bob Bryan / Mike Bryan                 | 6-7, 6–3, 6–4, 6–4  |
| 13. | 2007. október 1.     | Metz, Franciaország                    | Kemény (f)  | Arnaud Clément   | Mariusz Fyrstenberg / Marcin Matkowski | 6–1, 6–4            |
| 14. | 2008. március 9.     | Las Vegas, Amerikai Egyesült Államok   | Kemény (f)  | Julien Benneteau | Bob Bryan / Mike Bryan                 | 6–4, 4–6, 10–8      |

#### Elvesztett döntői (13)
| Összesítés                                            | Összesítés |
| ----------------------------------------------------- | ---------- |
| Grand Slam-torna                                      | (3)        |
| ATP World Tour Masters 1000 / ATP Masters Series      | (4)        |
| ATP World Tour 500 Series / International Series Gold | (0)        |
| ATP World Tour 250 Series / International Series      | (7)        |
| ATP World Tour Finals / Tennis Masters Cup            | (1)        |

| No. | Dátum                | Helyszín                               | Borítás     | Partner          | Ellenfelei a döntőben                   | Eredmény a döntőben     |
| 1.  | 2002. január 28.     | Australian Open, Melbourne, Ausztrália | Kemény      | Fabrice Santoro  | Mark Knowles / Daniel Nestor            | 6–7, 3–6                |
| 2.  | 2002. július 29.     | Los Angeles, Amerikai Egyesült Államok | Kemény      | Justin Gimelstob | Sébastien Grosjean / Nicolas Kiefer     | 4–6, 4–6                |
| 3.  | 2003. április 21.    | Monte Carlo, Monaco                    | Salak       | Fabrice Santoro  | Mahes Bhúpati / Makszim Mirni           | 6–4, 5–7, 2–6           |
| 4.  | 2003. május 12.      | Róma, Olaszország                      | Salak       | Fabrice Santoro  | Wayne Arthurs / Paul Hanley             | 5–7, 6–7                |
| 5.  | 2003. október 6.     | Metz, Franciaország                    | Kemény (f)  | Fabrice Santoro  | Julien Benneteau / Nicolas Mahut        | 6–7, 3–6                |
| 6.  | 2003. november 3.    | Párizs, Franciaország                  | Szőnyeg (f) | Fabrice Santoro  | Wayne Arthurs / Paul Hanley             | 3–6, 6–1, 3–6           |
| 7.  | 2003. november 15.   | Houston, Amerikai Egyesült Államok     | Kemény      | Fabrice Santoro  | Bob Bryan / Mike Bryan                  | 7–6, 3–6, 6–3, 6–7, 4–6 |
| 8.  | 2004. január 12.     | Adelaide, Ausztrália                   | Kemény      | Arnaud Clément   | Bob Bryan / Mike Bryan                  | 5–7, 3–6                |
| 9.  | 2004. június 7.      | Roland Garros, Párizs, Franciaország   | Salak       | Fabrice Santoro  | Xavier Malisse / Olivier Rochus         | 5–7, 5–7                |
| 10. | 2005. január 17.     | Sydney, Ausztrália                     | Kemény      | Arnaud Clément   | Mahes Bhúpati / Todd Woodbridge         | 3–6, 3–6                |
| 11. | 2005. május 16.      | Hamburg, Németország                   | Salak       | Fabrice Santoro  | Jonas Björkman / Makszim Mirni          | 2–6, 3–6                |
| 12. | 2007. szeptember 24. | Bangkok, Thaiföld                      | Kemény (f)  | Nicolas Mahut    | Sonchat Ratiwatana / Sanchai Ratiwatana | 6–3, 5–7, 7–10          |
| 13. | 2007. október 15.    | Stockholm, Svédország                  | Kemény (f)  | Arnaud Clément   | Jonas Björkman / Makszim Mirni          | 4–6, 4–6                |
| 14. | 2008. január 26.     | Australian Open, Melbourne, Ausztrália | Kemény      | Arnaud Clément   | Jonathan Erlich / Andy Ram              | 5–7, 6–7(4)             |